# Timokvartetten
Timokvartetten var en svensk kristen sånggrupp. Gruppen gav ut åtminstone en EP-skiva och gruppens medlemmar bestod av Gun Nilsson, Bengt-Erik Eriksson, Glenn Larsson och Thorleif Larsson. 

## Diskografi
- Jag är vägen, sanningen och livet (1969), utgiven på produktionsförlaget Cavatina
  - Innehöll sångerna Hur underlig är du i allt, Jag lyfter ögat mot himmelen, Har jag gjort något, Jesus har aldrig sagt nej